# Balla Samoura
Pour les articles homonymes, voir Samoura.
Balla Samoura est un officier supérieur guinéen.
Depuis le 12 octobre 2021, il est Haut Commandant de la Gendarmerie et Directeur de la Justice Militaire de la République de Guinée.

## Biographie et études
Balla Samoura étudie à l'École de guerre de Paris (EdG), où il obtient un diplôme d’enseignement militaire supérieur du second degré.

## Parcours militaire
Surnommé « le colosse », il commence sa carrière en tant que soldat de première classe puis gravit les échelons jusqu'à devenir directeur régional de la gendarmerie de Conakry,. Durant son mandat à ce poste, il entre en conflit avec le haut commandant de la gendarmerie nationale. 

## Parcours politique

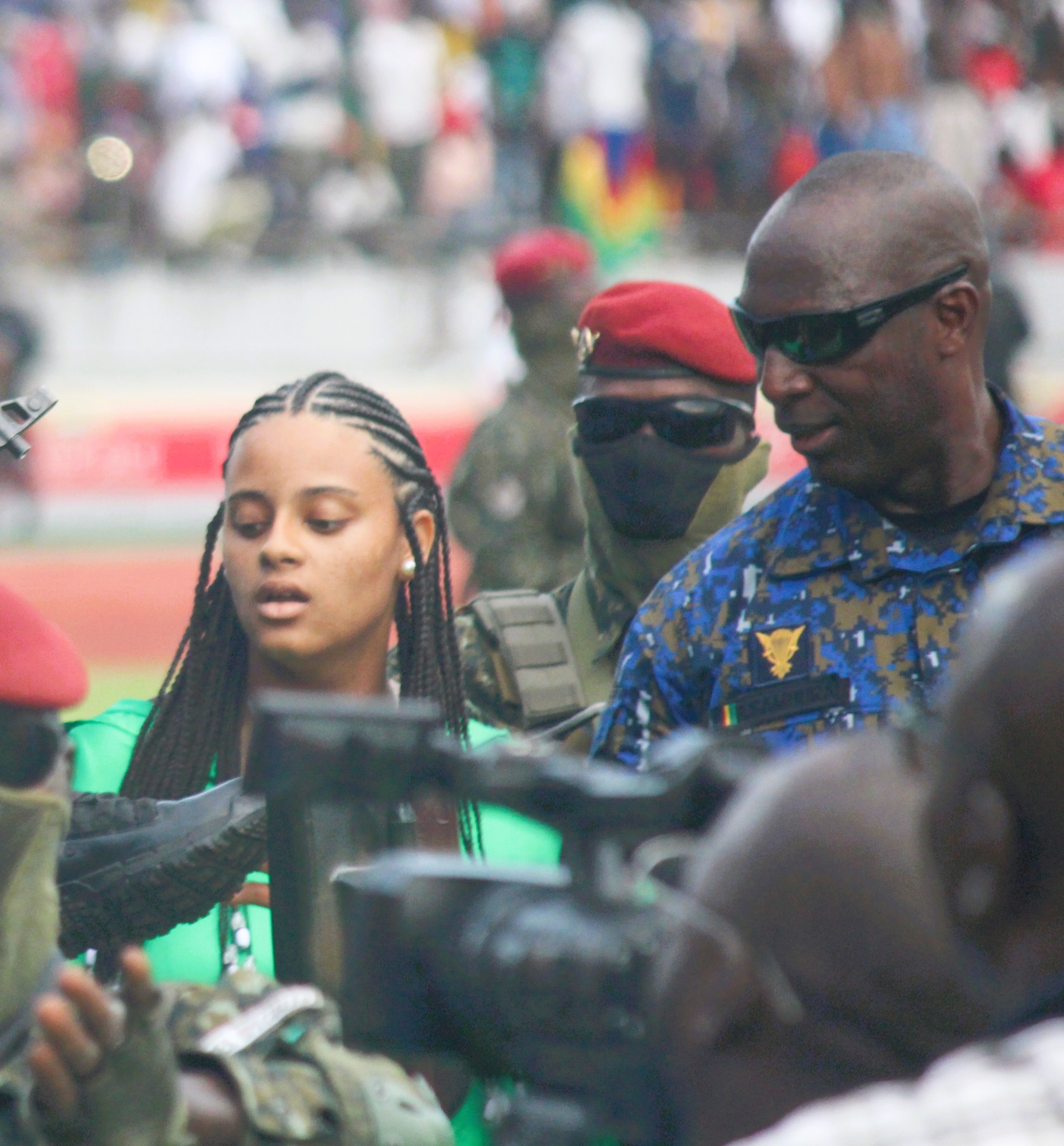
Balla Samoura et la fille de Mamadi Doumbouya au Stade Général Lansana Conté de Nongo

Après le coup d'État de 2021, Balla devient membre du Comité national du rassemblement pour le développement (CNRD) et occupe une place importante auprès de Mamadi Doumbouya, au point que de nombreux observateurs le considèrent comme le numéro 2 de la junte,. Le 12 octobre 2021,  il est nommé par un décret Haut Commandant de la Gendarmerie et Directeur de la Justice Militaire de la République de Guinée en replacement du Général Ibrahima Bald,. Il prend ses fonctions le lendemain.
Du 29 mars au 5 avril 2022, il est suspendu de ses fonctions pour « non-respect des consignes relatives à la prise de parole publique conformément à l’article 8 du Statut général et particulier des militaires » après que le procureur général, Alphonse Charles Wright, l'a accusé d'interférer dans les activités des officiers de police judiciaire (OPJ),,.

## Reconnaissances
- 2022 : Grand Officier de l’Ordre National du Mérite[11].
- 2024 : Médaille « Croix de guerre »[12],[13].